# 余勇
余勇（1972年6月—），男，中华人民共和国外交官，现任中华人民共和国驻杜塞尔多夫总领事。

## 生平
余勇曾在驻南非大使馆、驻埃塞俄比亚大使馆、外交部非洲司任职。2015年，任驻南非大使馆新闻参赞。2016年，兼任大使馆新闻发言人，后升任公使衔参赞。2022年，任外交部非洲司副司长。2025年7月，出任中华人民共和国驻杜塞尔多夫总领事。